# Шутлич, Ваня
Ва́ня Шу́тлич (хорв. Vanja Sutlić, 18 февраля 1925, Карловац — 15 декабря 1989, Загреб) — югославский философ. Считается главным проводником феноменологических идей Мартина Хайдеггера в бывшей Югославии, особенно в Хорватии и Словении.

## Биография
Шутлич родился в Карловаце в Хорватии, входившей на тот момент в состав Королевства сербов, хорватов и словенцев. Он изучал философию в Загребском университете, где впоследствии ему была присуждена степень доктора философии. После этого Ваня Шутлич работал доцентом в этом же университете, но в 1952 году по решению коммунистических властей тогдашней СФРЮ был уволен с работы и отправлен в ссылку в Нову-Градишку, откуда через год был возвращён в Загреб, где продолжил преподавательскую деятельность. С 1956 по 1964 год Шутлич преподавал в Сараевском университете, после чего опять вернулся в Загребский университет, но уже на должность профессора факультета политических наук. Умер в Загребе в 1989 году.
Будучи последователем Хайдеггера, Шутлич рассматривал современность сквозь призму феноменологии, введя понятие «мир труда». Опираясь на работы Карла Маркса и Фридриха Ницше, он также размышлял о современном нигилизме и о возможностях победы над ним.
Ваня Шутлич был одним из главных югославских философов XX века наравне со словенцами Иво Урбанчичем, Велько Русом и Тине Хрибаром, а также сербом Михайло Джуричем.

## Основные работы
- Бытие и современность (Bit i suvremenost, 1967 г.)
- Праксис труда, как история науки (Praksa rada kao znanstvena povijest, 1974 г.)
- Как читать Хайдеггера (Kako čitati Heideggera, 1988 г.)
- Введение в историческое мышление (Uvod u povijesno mišljenje, издано посмертно в 1994 г.)